# 北海道教育大学附属旭川中学校
北海道教育大学附属旭川中学校（ほっかいどうきょういくだいがくふぞくあさひかわちゅうがっこう）は、北海道旭川市にある北海道教育大学附属の中学校。北海道教育大学4校の一つ。

## 概要
学校教育目標は、｢よく見、よく聞き、よく思い　自立をめざす生徒｣である。
北海道教育大学の附属機関であるため教育実習が多く、毎年研究大会が開かれており実験的な授業が行われる事も少なくない。学校長は教育大学旭川校の担当教授が任ぜられるが、実務は副校長が担っている。
通学指定区域は無く、登下校の時間と安全が確保できれば通学可能であるが、基本的には旭川市内に限られる。天候による制限もあるが自転車通学も可。
1学年3学級編成（定員105名）。
例年、北海道教育大学附属旭川小学校から約70名と、中学受験をして入学した約30名程度で構成されている。（通称前者を「内部生」、後者を「外部生」と呼ぶ。）
進学実績としては、例年北海道旭川東高等学校 や北海道旭川北高等学校、旭川実業高等学校、旭川龍谷高等学校等が主だっているが、札幌市等の高校に進学する者もいる。

## 制服がない学校
本校は全国的にも珍しい、制服がない中学校である(ジャージについては指定のものがある)。これは、生徒を上から強く縛るのではなく自分の意志で物事を考える能力を養わせること、及び教育を受ける時の服装にできる限りとらわれないようにすることを目標としている。ただし、主に入学式及び卒業式儀式のときはブルージーンズや、パーカーなどの着用が認められない、襟付き無地のYシャツを着用するなど、一定の制限はある。また、髪型については制限があり、染髪は認められていない。

### ネーム(名札)について
制服がない代わりに、校内にいるときにはプラスチック製のネーム(名札)をすることが義務付けられている。何らかの事情で家に置いてきた場合は、大型のネーム(通称:デカネーム)で代用することになる。
なお、生徒の名前の下には学年ごとにラインが引かれている。3の倍数年を基準にした場合、その前年に入学した生徒は黄色、3の倍数年に入学した生徒は緑、その翌年に入学した生徒は赤のラインが引かれている。

### ジャージについて
ジャージはアシックス製である。デザインは全学年共通のように見えるが、名前の部分のみ学年ごとに色が異なる。ネームのラインの色と対応させた場合、黄色ラインの学年は水色、緑ラインの学年は黄色、赤ラインの学年は白となっている。
他の中学校と比べると服装の指定は緩やかである。

### 修学旅行
修学旅行は、
毎年第2学年が学年末に関西方面に出掛ける。
2020年度では新型コロナウイルスの影響により延期され、道東方面への修学旅行となった。

### 生徒の通学方法
附属中学校は、市内多数の地区から生徒が通学してくるため、生徒はバス、徒歩、自転車(夏期のみ)で通学してくる。なお、学校教育目標が「自立をめざす生徒」のため、原則的に自家用車での通学、タクシー等を使用しての通学は禁止されている。事情がある場合は、学校側に連絡の上通学する。※ただし、野外授業等の場合は、特別自家用車の使用を許可している。

## 沿革
- 1947年4月 - 北海道第3師範学校附属中学校発足
- 1951年4月1日 - 北海道学芸大学附属中学校と改称
- 1966年4月1日 - 北海道教育大学附属中学校と改称
- 1972年4月1日 - 北海道教育大学教育学部附属旭川中学校と改称
- 2004年4月1日 - 国立大学法人北海道教育大学附属旭川中学校に改称

## 主な行事
- 4月－始業式 入学式
- 5月－特になし
- 6月－研究大会
- 7､8月－夏季休業　前期定着度診断テスト
- 8､9月－教育実習Ⅰ
- 9月－学校祭  合唱グランプリ
- 10月－秋季休業 1日だけ
- 11月－教育実習Ⅱ
- 12月－体育祭
- 12､1月－冬季休業　後期定着度診断テスト　本校学力検査(入学試験)
- 3月－卒業証書授与式 修了式、2学年修学旅行

## 六稜
1949年から同校で発行している文集。校内の生徒及び教職員(ALTと事務職員は除く)によって書かれた文章が掲載される。内容は様々で、学校生活や私生活に関するものから社会情勢に関するコメントまで様々である。また、タイトルと文章の内容を一致させていないもの(『追悼ジョージハリソン』、2001年)や既存作品のパロディ{『三匹の子豚』(1999年)や『ポリーハッターと隠者の毛』(2001年)など}もある。

## 学園歌
時雨音羽作詞、堀内敬三作曲による。附属小学校の校歌と同じ楽曲を使用している。